# Енріке Матуш

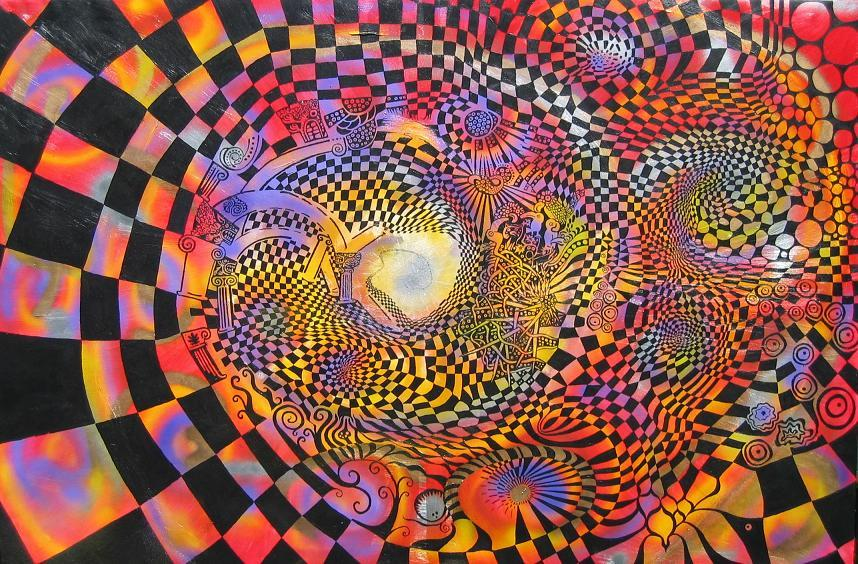
космос, 2001, полотно, олія.

Енріке Матуш (порт. Henrique Matos, ім'я при народженні — Енріке Жозе Тейшейра Матуш (порт. Henrique José Teixeira Matos), нар. 18 червня, 1961, Порто, Португалія) — португальський художник, працює переважно в напрямку  оп-арту.

## Життя і творчість
Навчався у Школі декоративних мистецтв «Soares dos Reis» з 1974 по 1980 рік, будучи студентом майстра Ісоліно Ваза (порт. Isolino Vaz). 1988 року закінчив Школу витончених мистецтв у Порто як Художник, де був учнем Альваро Лапи (порт. Álvaro Lapa), Амандіо Сільви (порт. Amândio Silva), Са Ногуери (порт. Sá Nogueira), Карлоса Каріеро (порт. Carlos Carreiro), Ангело де Соуси (порт. Ângelo de Sousa) і Жоао Діксо (порт. João Dixo).
Його роботи вперше були представлені в 1981 році, і провів свої перші сольні виставки в 1987 році. Він брав участь у групових та персональних виставках в різних містах країни, зокрема в Порту — Mercado Ferreira Borges, Matosinhos, Valongo, Fafe, Rio Tinto, Mosteiro de Arouca, Gondomar — Sala Júlio Resende, Museu Etnográfico da Praia de Mira, Лісабон. Між 1991 і 1993 він виставлявся у Франції, зокрема, в міському центрі Culturel Municipal de Фрежус i в Ніцца no Tropheé de la Primière Change — Quai des États-Unis (Перша нагорода Ex-Aequeo), Galerie Art´Nold і в 1º Bienal Prix Mossa — Galerie-Musée Alexis et Gustav-Adolf-Mossa.
У 1991 і 1992 Енріке Матуш відправився в Марокко, пізніше в 1996 році в Туніс де вступив в контакт з арабською культурою і мистецтвом. Спочатку малював сюрреалістичні картини, які, пізніше перетворилися на абстрактні теми. Продукція, роботи природи та ландшафту портрети особистостей, полягає у висвітленні портретів Жорже Альберту, Джон Андрій, Педру Абрунхоша, серед інших. Працював над роботами де зображав пейзажі та портрети особистостей, проводив виставки портретів Alberto Jorge, João André, Педру Абрунхоша, серед інших. Він вивчав культуру стародавньої цивілізації майя і цікавився єгипетською культурою, після чого почав використовувати ці навички в його картинах натякаючи на класику цих цивілізацій, побувавши в Чичен-Іца в 2007 році і в Луксор в 2008. Його остання фаза картин вписується в стилі оп-арт, під впливом таких художників, як Мауріц Корнеліс Ешер, Jesús Rafael Soto, Віктор Вазарелі i Bridget Riley.
Енріке Матуш за межами мистецтва з юності присвятив себе, історичній фотографії, археологічній, мистецького та політичного погляду, його фотографії публікувалися в книгах та журналах Португалії, Італії і Бразилії. 
     

Він представлений в колекції творів і мистецтва Gondomar i в Câmara Municipal de Фрежус.

### Текст
"… За роки йдуть дозрівання молодих художників і їх якості набувають все більшої технічної майстерності. Не дивно, що необхідно показувати результати вже виконаної роботи. Деяка присутність у групових виставках, проблема індивідуального впливу. Виклик, котра година, також закінчився. Нижче наведені послідовні етапи кар'єри. Вперто продовжує покликання, яке не спростувати. Так, для аналітиків, однією з найцікавіших явищ бачив цих фаз, де твердження стає все більш безпечним і безпеки, експозиції до експозиції, підтвердилися. Заслуга буде наслідком цього способу буття справжнього, присутніми на рекламу … "
Joaquim Matos Chaves